# Folklore allemand

Pays où l'allemand est langue officielle et régions de langue ou dialecte allemands

Le folklore allemand partage plusieurs traits avec le folklore scandinave et le folklore anglais car il trouve comme eux son origine dans la mythologie germanique. Il affiche un mélange d'influences semblables : un panthéon d'avant le christianisme côtoyant des êtres empruntés de la mythologie nordique, des personnages magiques associés à des fêtes chrétiennes et différentes histoires locales.

## Description
Comme en Scandinavie, quand les croyances dans les vieux dieux disparurent, des restes de la mythologie continuèrent d'exister : Holda, protecteur surpuissant des tisserands, la Lorelei, une dangereuse sirène vivant dans le Rhin (dérivé de la légende du Nibelung), Berchta, esprit aussi connu sous le nom de Perchta,  la Dame blanche, un esprit des eaux qui protège les enfants, la Chasse fantastique (elle est précédée par un vieil homme , Honest Eckart, qui avertit de son arrivée), le géant Rübezahl, des légendes de changeling et diverses entités, tels les elfes, les nains, les kobold et les erlking.
Le folklore populaire inclut Knecht Ruprecht, un compagnon bourru du Père Noël, Lutzelfrau, un yule sorcier qui doit être apaisé en lui donnant de petits cadeaux, l’Osterhase (le premier lapin de Pâques) et Walpurgisnacht, un festival printanier qui trouve ses origines dans des coutumes païennes.
Les personnages les plus connus du folklore allemand sont Le Joueur de flûte de Hamelin, Till l'Espiègle, Les Musiciens de Brême et Faust.
La documentation et la conservation du folklore des États qui ont formé l'Allemagne moderne à partir de 1871 est un effort qui a débuté aux XVIIIe et XIXe siècles. Le saxon Johann Karl August Musäus est l'un des premiers collectionneurs et l'étude est encouragée par le poète et philosophe prussien Johann Gottfried von Herder. Sa croyance que le folklore joue un rôle important dans le nationalisme ethnique a inspiré les frères Grimm et Goethe. Par exemple, des éléments du folklore allemand, telles les sirènes du Rhin et Conte de celui qui s'en alla pour connaître la peur des frères Grimm, servent de matériau à Richard Wagner pour créer L'Anneau du Nibelung.
Quelques contes de Washington Irving (dont Rip Van Winkle et La Légende de Sleepy Hollow) prennent racine dans le folklore allemand.
En Allemagne, ce folklore a été repris par le nazisme pour alimenter la ferveur nationaliste. L'étude du folklore (la Volkskunde) a servi les buts politiques du régime, lequel a modifié les traditions pour supporter les vues de l'aryanisme. Le folklore antisémite a aussi servi les buts du régime (par exemple, la légende de l'accusation de sang).
Le folklore allemand connaît également beaucoup de croyances liées à des chevaux et poissons. Deux d'entre elles sont celle de Wunschpferd, « le cheval répondant à un désir », qui apparaît lorsqu'un voyageur souhaiterait se déplacer plus vite et le met chaque fois en danger de mort. Un filet permet de se prémunir du danger et celle de Vhodd le poisson qui se nourrit des enfants qui n'obéissent pas à leurs parents. Ces légendes sembles issues du souvenir de pratiques chamaniques.